# Algincola
Algincola — рід грибів. Назва вперше опублікована 1939 року.

## Класифікація
До роду Algincola відносять 1 вид:
- Algincola quercina.

## Поширення та середовище існування
Знайдений на плеврококу, що ріс на дубі, в колишній Чехословаччині.